# The Tablet
Ne doit pas être confondu avec Tablet (magazine).
The Tablet est un hebdomadaire catholique britannique de tendance libérale et contestataire publié à Londres. Il est fondé en 1840 par Frederick Lucas, quaker converti au catholicisme, dix ans avant la restauration de la hiérarchie catholique au Royaume-Uni. 

## Historique
The Tablet est le deuxième plus ancien des hebdomadaires britanniques après The Spectator, fondé en 1828. Il a un lectorat international de 55 000 personnes. Il était la propriété du laïcat catholique les vingt-huit premières années de sa vie. En 1868, Herbert Vaughan, futur cardinal et fondateur des missionnaires de Mill Hill, acheta le journal à la veille du premier concile du Vatican. 
The Tablet fut ensuite la propriété des différents archevêques de Westminster et supérieurs généraux de Mill Hill pour les soixante-huit années qui suivirent. En 1936, le cardinal Hinsley revendit le journal à un groupe de laïcs catholiques. À la suite de ce transfert, les deux éditorialistes du journal furent Douglas Woodruff et Michael Derrick, connus pour leurs travaux pour The Times, et Graham Greene.
En 1981, John Wilkins prit la direction du journal pendant vingt-deux ans et l'utilisa pour contester la théologie morale de l'Église catholique. Son successeur, Catherine Pepinster, conserve l'essentiel des orientations de Wilkins.